# Casa Carles Pagès
La Casa Carles Pagès és un edifici del centre de Terrassa (Vallès Occidental), situat al carrer del Puig Novell, protegit com a bé cultural d'interès local.

## Descripció
És un edifici entre mitgeres, d'estreta parcel·la, que conserva la tipologia de casal terrassenc. Consta de planta baixa i dos pisos. Està rematat per una cornisa motllurada lleugerament ondulada. A la planta baixa presenta dues obertures, el portal d'entrada i la finestra del quarto de reixa, totes dues amb les mateixes proporcions. Al pis superior s'obren dues obertures a una balconada correguda de ferro, i a l'últim pis, tres finestres formant una galeria i separades per un prim mainell. Totes les obertures són en arc rebaixat, de perfil arrodonit, seguint la línia marcada per Muncunill en aquest tipus de construccions.
Tota la construcció és de maó vist, on els elements decoratius es deriven únicament de les propietats plàstiques d'aquest material.